# غومو أوندوكو
غومو أوندوكو (بالإنجليزية: Gomo Onduku)‏ (17 نوفمبر 1993 في نيجيريا - ) هو لاعب كرة قدم نيجيري في مركز الهجوم. شارك مع منتخب نيجيريا لكرة القدم. أما مع النوادي، فقد لعب مع بايلسا يونايتد وشاركس ونادي بوليتكنيكا ياشي وكونكورديا كياجنا.

## روابط خارجية
- غومو أوندوكو على موقع قاعدة بيانات كرة القدم.إي يو (الإنجليزية)
- غومو أوندوكو على موقع ناشيونال فوتبول تيمز (الإنجليزية)
- غومو أوندوكو على موقع Soccerway.com (الإنجليزية)